# Process
Process (eigene Schreibweise PROCESS) ist eine crossmediale Fachmedienmarke mit mehreren Fachzeitschriften, Websites und Branchenevents in deutscher und englischer Sprache. Die deutschen Printausgaben erscheinen monatlich bei der Vogel Communications Group. Im Mittelpunkt stehen anwendungsorientierte Technikinformationen für die Chemie-, Pharmatechnik und Verfahrenstechnik. Dabei werden die Leser über Automatisierung, MSR, Anlagenbau, Apparatebau, Strömungstechnik, aber auch über mechanische und thermische Verfahrenstechnik sowie hochaktuelle Themen wie Digitalisierung und Modularisierung in der Prozessindustrie informiert. Das Fachmedium richtet sich an Fach- und Führungskräfte, Techniker und Ingenieure, die in Unternehmen der Prozessindustrie mit den Schwerpunkten Chemie-, Pharma- und Lebensmittelindustrie sowie in Unternehmen der Öl- und Gasindustrie in den Bereichen Planung, Konstruktion, Bau, Betrieb und Instandhaltung tätig sind.
Das Fachmedium erscheint zusätzlich unter dem Titel Process worldwide als englischsprachige Weltausgabe mit Schwerpunktverbreitung in Europa, den USA und Indien mit Themen rund um die Chemie- und Verfahrenstechnik. Die englischsprachige Ausgabe erscheint fünfmal jährlich mit einer verbreiteten Auflage von 22.158 Exemplaren.
Die chinesischsprachige Ausgabe Process China richtet sich an Investitionsentscheider in Forschungs-/Entwicklungsabteilungen sowie Qualitätslabors in der Chemie- und Pharmaindustrie sowie angrenzenden Prozessindustrien in der Volksrepublik China. Sie erscheint 24 mal jährlich mit einer verbreiteten Auflage von rund 20.000 Exemplaren. Der Process-Kanal von WeChat hat inzwischen mehr als 70.000 Follower.
Mit vier Ausgaben im Jahr hat sich die Zeitschrift PharmaTEC als Spartenausgabe auf das spezifische Informationsbedürfnis der Fach- und Führungskräfte in der Pharma-, Biotech- und Kosmetikindustrie ausgerichtet. Seit 2017 erschienen erstmals die drei Sonderausgaben Food & Beverage, die sich den verfahrenstechnischen Prozessen der industriellen Lebensmittel- und Getränkeherstellung sowie der Verpackungs- und Abfülltechnik von Nahrungsmitteln und Getränken widmen. Des Weiteren gehören die zwei Specials Wasser und Abwasser, mit den Schwerpunkten Wasser- und Abwassertechnik, zum jährlichen Portfolio der Process.
Daneben betreibt Process die englische Datenbank für Großanlagenbauprojekte ProjeX-DB.
Jährlich veranstaltet Process die Förderprozess-Foren Pumpen-Forum und Schüttgut-Forum, den Smart Process Manufacturing Kongress, das Energy Excellence Forum, die VIK-Jahrestagung sowie das SIL-Forum. In China werden darüber hinaus zahlreiche Fachkongresse veranstaltet.

## Kooperation mit ACHEMA
Auf der ACHEMA (Internationaler Ausstellungskongress für Chemische Technik, Umweltschutz und Biotechnologie), ausgerichtet von der technisch-wissenschaftlichen Gesellschaft DECHEMA (Gesellschaft für Chemische Technik und Biotechnologie e. V.) erstellt Process in einem Projekt-Joint-Venture mit Chemical Engineering zudem die offizielle Messezeitung ACHEMA Daily, die innerhalb des Messegeländes verteilt wird. 2009 verlieh Process erstmals anlässlich zur ACHEMA den „Process Innovation-Award“ in acht Kategorien. Das Projekt wurde auch 2012, 2015 und 2018 fortgeführt.